# Snowflake (авиакомпания)

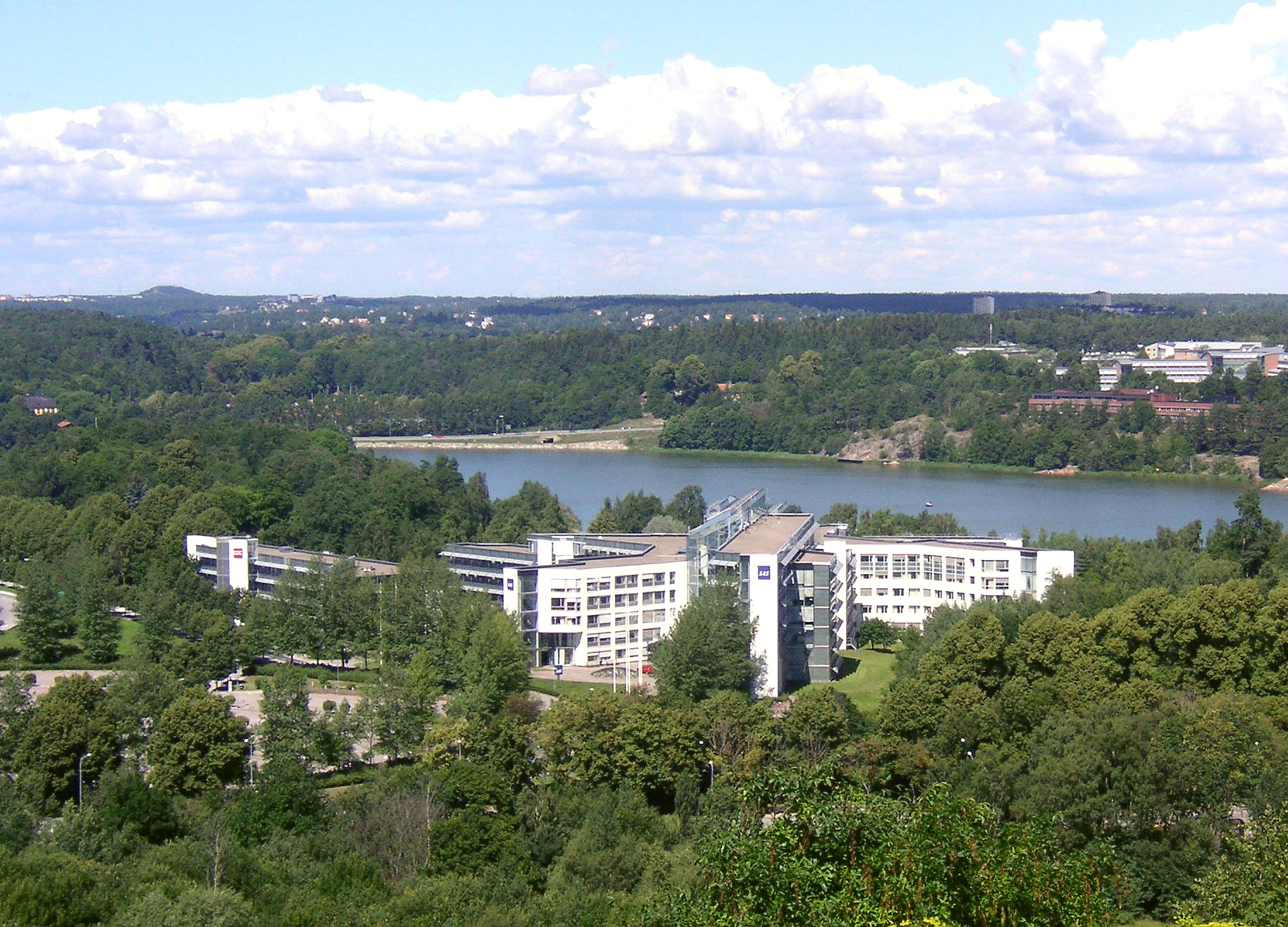
Главный офис Scandinavian Airlines (SAS Frösundavik Office Building)

Snowflake — бывшая шведская бюджетная авиакомпания (лоукостер), принадлежащая Scandinavian Airlines и выполнявшая рейсы из Стокгольма и Копенгагена в период с 30 марта 2003 года по 30 октября 2004 года. Компания была создана как коммерческое подразделение в составе Scandinavian Airlines, действуя как виртуальная авиакомпания с использованием своих экипажей и самолётов. Snowflake обслуживала в общей сложности 28 пунктов назначения со своих аэропортов в Стокгольме и Копенгагене.
Компания была запущена с использованием четырех самолетов Boeing 737-800. В основном она обслуживала средиземноморские места отдыха, а также места, популярные среди экспатриантов. С марта 2004 года два самолета Боинг 737 были заменены двумя McDonnell Douglas MD-82. Из-за недостаточной степени загруженности, авиакомпания столкнулась с большими затратами, так что услуги стали нерентабельными. После прекращения деятельности SAS продолжала использовать «Snowflake» в качестве бренда для билетов со скидкой для европейских направлений.

## История
В 2003 году SAS прошла крупную программу реструктуризации, которая в основном была сосредоточена на снижении удельной стоимости. В рамках программы руководство компании в сотрудничестве с McKinsey & Company разработало схему, позволяющую лучшим образом ориентироваться на рынок развлечений. Были изучены модели Ryanair и авиакомпании-партнера SAS Lufthansa, бюджетной дочерней компании Germanwings. В этот период времени SAS приобретает своего главного норвежского конкурента, Braathens, а также значительно снижает внутреннюю конкуренцию в Швеции за счет покупки Linjeflyg. Авиакомпании предстояло конкурировать с новыми участниками на рынках авиаперевозок, в частности с Ryanair и EasyJet.

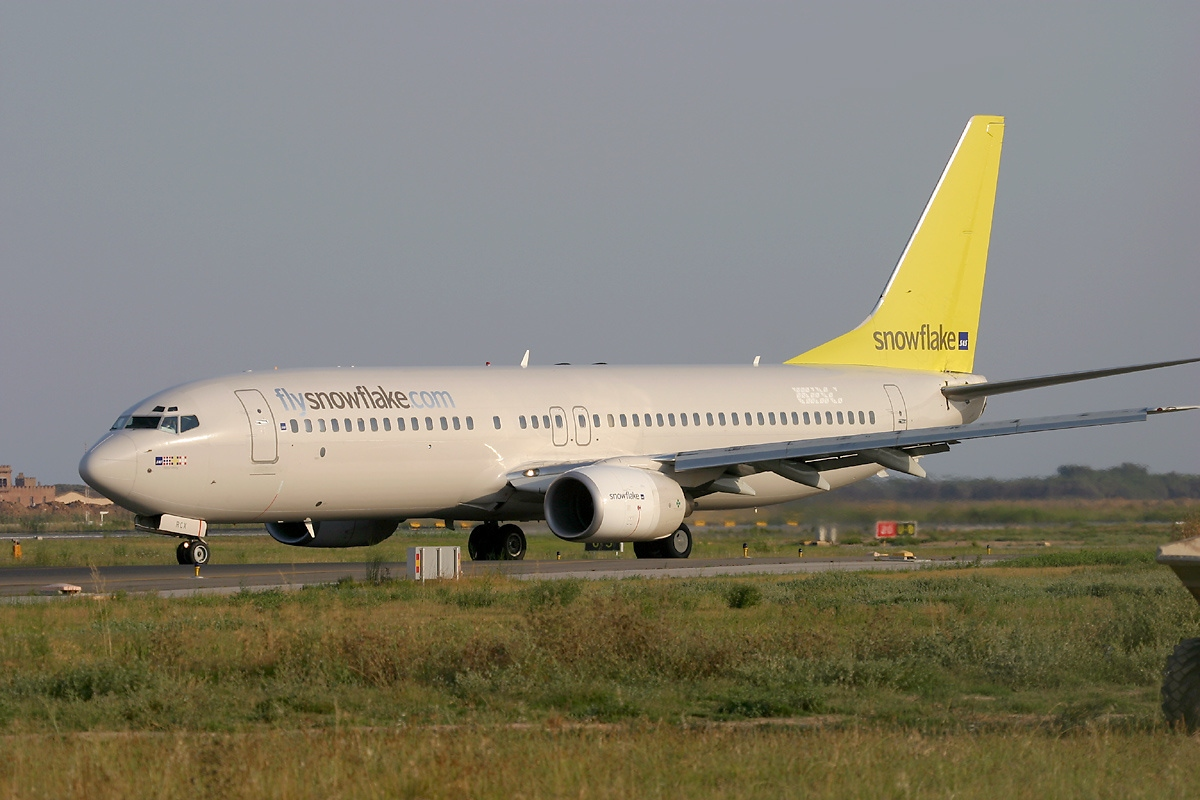
Boeing 737-800 в Аэропорту Барселоны

Группа SAS объявила о планах относительно создания авиакомпании 10 декабря 2002 года, присвоив ей предварительное название Scandinavian Light. Компания заявила, что намерена создать бюджетную авиакомпанию, которая сосредоточится на рынке отдыха, в частности на средиземноморских направлениях. SAS надеялась, что новая авиакомпания будет нацелена на другой рынок, нежели Scandinavian Airlines, и сможет сосредоточиться на этом коммерческом направлении. Проблемой для компании в то время было наличие избыточных мощностей после недавнего падения количества пассажиров.
О бренде Snowflake было объявлено 19 марта 2003 года, а сами авиаперевозки начались 30 марта. Четыре Боинга 737-800 были переданы новой авиакомпании и окрашены в новую ливрею. Два борта были размещены в аэропорту Стокгольма Арланда и два борта в аэропорту Копенгагена. Компания SAS решила не оказывать услуги авиаперевозок в Норвегии, так как недавно созданная Braathens считалась убыточным авиаперевозчиком и особой необходимости в присутствии на норвежском рынке не было.

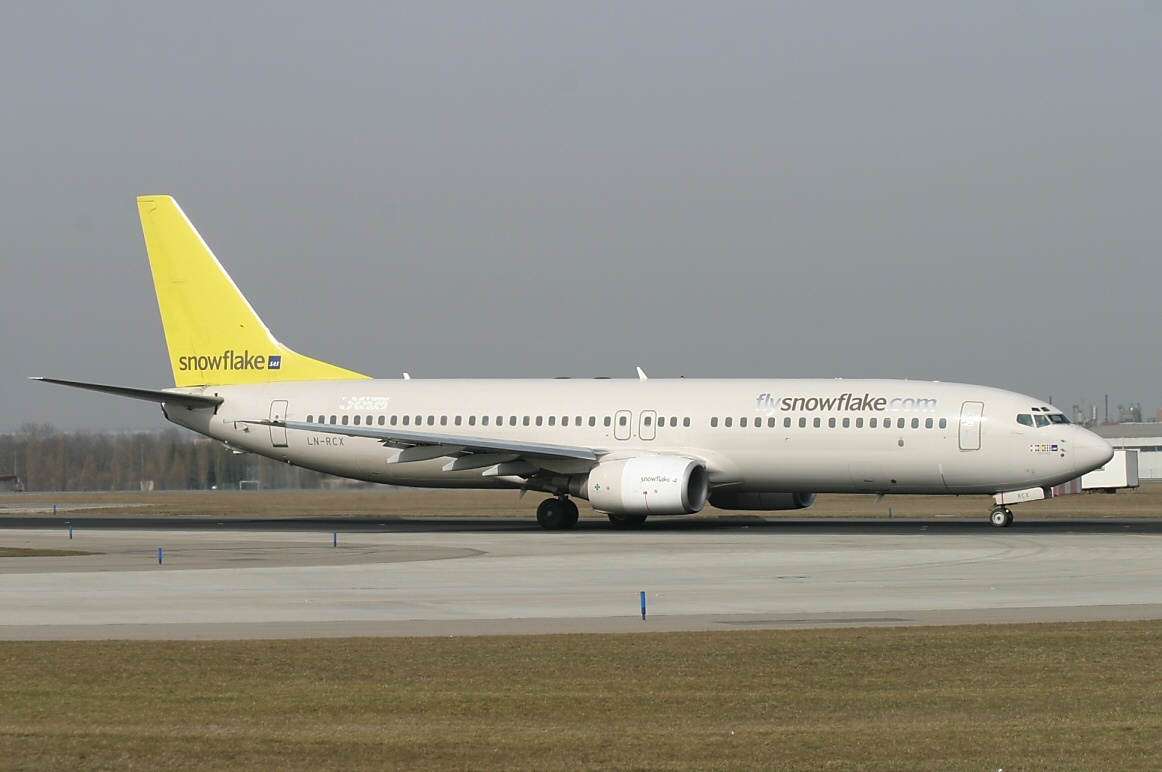
Boeing 737-800 в Аэропорту Праги

Первые рейсы совершались из Стокгольма в Аликанте, Афины, Барселону, Болонью, Будапешт, Дублин, Стамбул, Малагу, Ниццу, Прагу и Рим. Из Копенгагена первые рейсы авиакомпании были в Аликанте, Афины, Болонью, Лиссабон, Малагу, Пальма-де-Майорку, Приштину и Сараево. Последние два местоназначения были особенно нацелены на экспатриантов, а не на туристов. К маю авиакомпания достигла степени пассажирской загрузки в семьдесят процентов, которая затем увеличилась до восьмидесяти двух процентов по состоянию на сентябрь. Затем Snowflake объявила о трех новых направлениях из Стокгольма с запуском зимней программы в октябре: Лион, Белград и Бейрут. Последние два направления были в основном нацелены на экспатриантов. С 1 октября была введена новая система тарифов, в соответствии с которой существовало восемь уровней цен. Компания также стала предлагать скидки при бронировании билетов, купленных онлайн. В ноябре Snowflake объявила о прекращении совершения рейсов в Дублин и Барселону, сославшись на низкую прибыльность, однако сами Скандинавские авиалинии стали обслуживать Дублин.

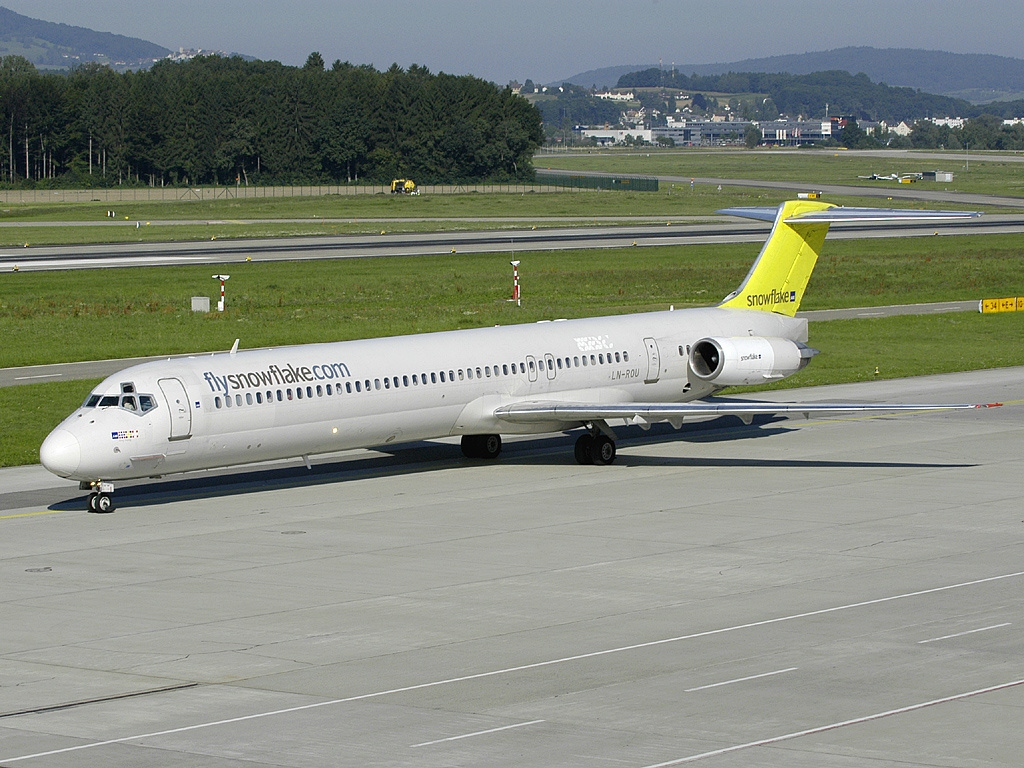
McDonnell Douglas MD-82 в Аэропорту Цюриха

Snowflake пострадала от забастовки внутри группы SAS, начавшейся 1 февраля 2004 года среди операторов наземного обслуживания. С февраля Snowflake запустила рейсы из Стокгольма в Бильбао и Ольбию. Начиная с летнего сезона 2004 года, а именно с 28 марта, SAS ввела дополнительные услуги. Из Копенгагена авиакомпания начала полеты в Анкару, Бейрут, Скопье, Сплит и Валлетту. Из Стокгольма были запущены рейсы в Анкару, Инвернесс, Лиссабон, Пальму-де-Майорку, Сплит, Скопье и Валлетту. В то же время еще два самолета, 156-местные McDonnell Douglas MD-82, были введены в состав флота Snowflake.

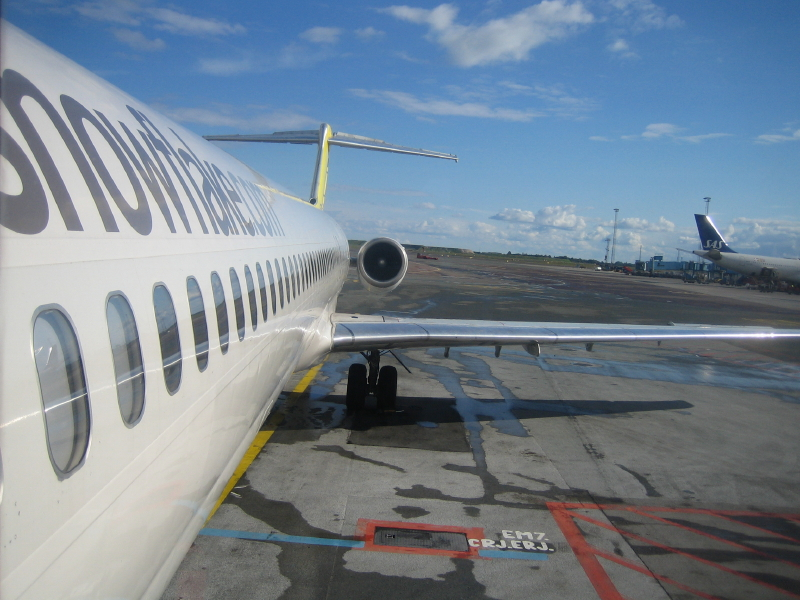
McDonnell Douglas MD-82 в Аэропорте Аликанте

В мае 2004 года степень загрузки рейсов упала до сорока процентов. Snowflake объявила о значительном сокращении зимнего расписания и планировала выполнять только четыре рейса: в Афины, Стамбул, Ниццу и Рим, что было намного меньше, чем в предыдущем зимнем сезоне. Поскольку каждый рейс выполнялся по два раза в неделю, это привело к очень низкой степени использования парка самолетов. Первоначально Snowflake пользовалась успехом на своих маршрутах для иностранных граждан, но с 2004 года количество пассажиров на этих маршрутах значительно снизилось. Аналогичные сокращения были проведены и в Копенгагене: количество рейсов сократилось до десяти в неделю. В том числе было объявлено о новом пункте назначения — Каир. Два рейса из Стокгольма, в Дублин и Прагу, были переданы авиакомпании Scandinavian Airlines. Еще четыре направления были исключены из зимней программы. Все рейсы в Испанию перешли к компании Spanair, которая в то время также принадлежала группе SAS. В летние месяцы степень пассажирской загрузки увеличивалась до восьмидесяти процентов. 18 августа 2004 г. компания SAS объявила о прекращении оказания услуг Snowflake с 30 октября. Snowflake продолжила существовать как торговая марка для билетов со скидкой по европейским направлениям.

## Операции
Коммерческая модель Snowflake отличалась от модели Scandinavian Airlines: Snowflake была организована как подразделение в составе SAS Group, так же, как и Scandinavian Airlines. Таким образом, авиакомпания была всего лишь брендом, используемым для предоставления определенных услуг. Рейсы обслуживались самолетами, экипажем и кодами принадлежащими Scandinavian Airlines. Компания Snowflake была организована так, чтобы стать внутренним клиентом, например, приобретая наземные услуги у SAS Ground Services.
Ключевым компонентом операций было то, что услуги Snowflake смогут работать с меньшими затратами, чем основная авиакомпания. Однако вскоре выяснилось, что компании не удалось достичь внутренних цен, которые использовались при расчете затрат. Например, Snowflake понесла те же расходы для наземного обслуживания, как и Scandinavian Airlines. Таким образом, никакие скидки от SAS Ground Services или внешних поставщиков наземного обслуживания предоставлены не были. Аналогичным образом, если самолет Snowflake задерживался, вместо него отправлялся обычный самолет SAS.

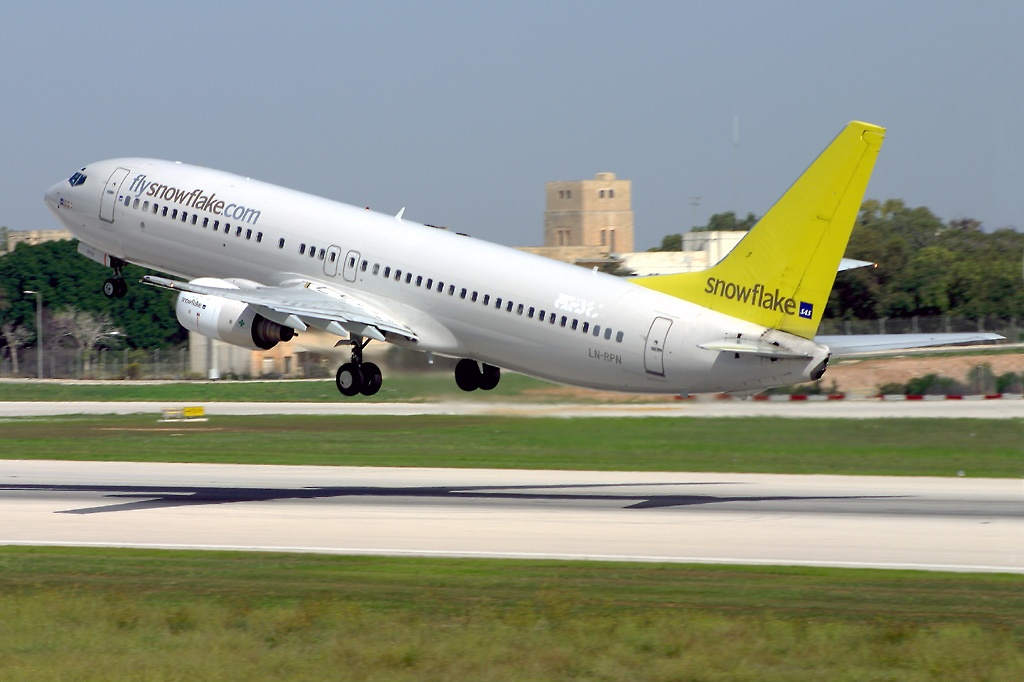
Boeing 737-800 в Международном аэропорту Мальты

Snowflake удалось избежать многих затрат, связанных с эксплуатацией сетевой системы. Вначале он эксплуатировал только один тип самолетов. Рейсы начинались и заканчивались каждый день на базе авиакомпании, что позволяло избежать затрат на проживание для экипажей. В коммерческом подразделении Snowflake работало всего пять человек. Snowflake понесла те же накладные расходы, что и Скандинавские авиалинии; отсутствие четкого разделения между авиакомпаниями на оперативном уровне означало, что Snowflake так и не удалось снизить удельные затраты ниже, чем у Scandinavian Airlines. Наконец, эксплуатации всего четырех самолетов было недостаточно для достижения необходимой экономии. Поскольку цены на билеты были основаны на экономии средств, которая так и не материализовалась, авиакомпания не смогла получить достаточную прибыль.

## Сервис
Билеты продавались как онлайн, так и по телефону. У билетов была более низкая базовая цена, а так же к ним предлагались дополнительные услуги, в том числе бортовое питание, которое оплачивались дополнительно. Авиакомпания предоставляла только услуги транзита «точка-точка», а не сетевую модель, используемую в Scandinavian Airline. Для получения скидки, условия продажи билетов не требовали возвратного рейса, а также воздержания от совершения рейсов в субботу.

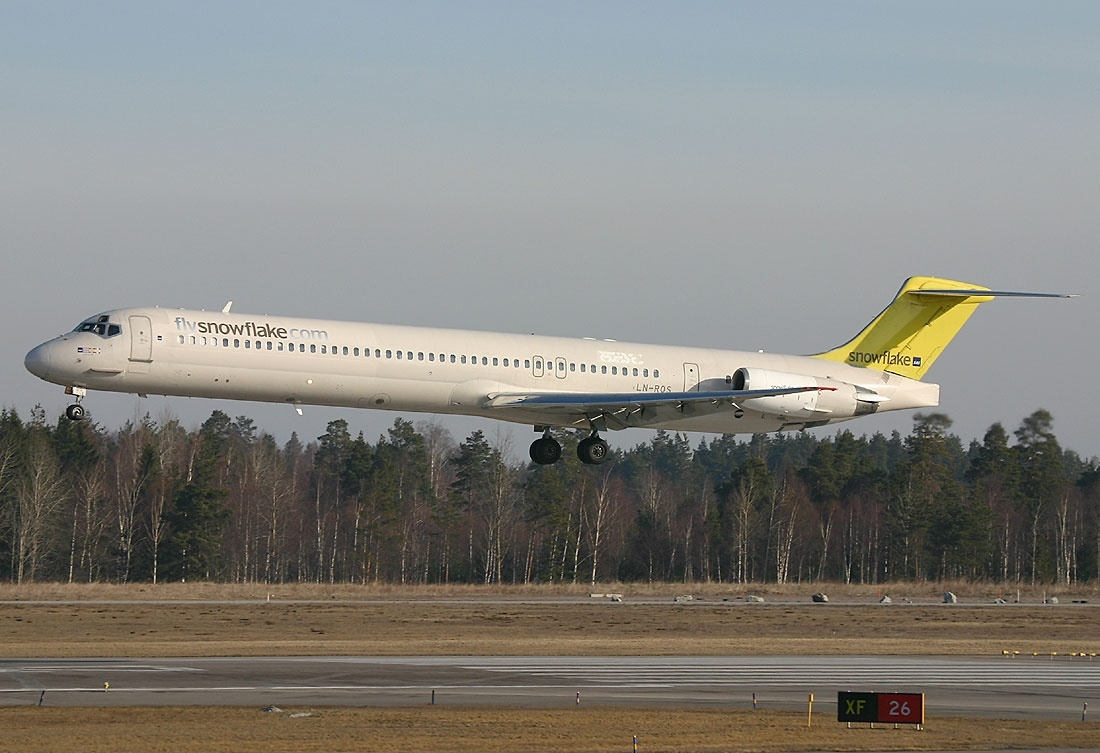
McDonnell Douglas MD-82 в аэропорту Стокгольма

В стандартный тариф было включено одно место зарегистрированного багажа. Авиакомпания предлагала на продажу широкий выбор бортового питания и напитков. Клиенты могли обменять мили, заработанные в рамках программы лояльности SAS Eurobonus, однако на рейсах Snowflake мили не начислялись. Услуги Snowflake были популярны из-за совершения рейсов в концентрации мест отдыха.

## Флот
Первоначально авиакомпания имела парк из четырех Boeing 737-800, два самолета базировались в Стокгольме и два в Копенгагене. С марта 2004 года два Боинга 737, совершавшие рейсы из Копенгагена, были заменены двумя McDonnell Douglas MD-82. Все самолеты эксплуатировались компанией Scandinavian Airlines, которой они и принадлежали, однако борта имели характерную окраску с вертикальным стабилизатором лимонного цвета на белом фоне фюзеляжа. У самолётов были установлены сиденья в более плотной конфигурации, чем у обычных самолетов SAS. Все самолеты были зарегистрированы в Норвегии.
| Самолёт                 | Изображение | Количество | Посадочное место |
| ----------------------- | ----------- | ---------- | ---------------- |
| Boeing 737-800          |             | 4          | 150              |
| McDonnell Douglas MD-82 |             | 2          | 156              |

## Направления
Snowflake выполняла рейсы по ряду направлений со своих баз в Копенгагене и Стокгольме. Они вылетели из Терминала 2 аэропорта Копенгагена и Терминала 5 аэропорта Стокгольма. Большинство рейсов имели ограниченную частоту, обычно от одного до четырех раз в неделю. Рейсы выполнялись в пересадочные аэропорты, в то время как в отдаленные не совершались. Чтобы избежать эффекта поглощения клиентов со стороны Scandinavian Airlines, Snowflake летала только в пункты назначения, не обслуживаемые остальной частью группы SAS. Сюда входило несколько популярных туристических направлений, таких как Лондон и Париж, которые также привлекали значительную долю деловых путешественников.